# Elektrobank
Electrobank, acrònim de Bank für elektrische Unternehmungen (banc per a empreses elèctriques), fou un banc creat el 25 de juliol de 1895 per part de l'empresa alemanya AEG juntament amb diversos socis bancaris per promoure la venda del seu equipament elèctric promovent la creació d'empreses de producció d'energia elèctrica i transport urbà que, un cop establertes, vendre-les però intentant mantenir el subministrament dels equips. La seu del banc era a Zúric, i el seu capital inicial era de 30 milions de francs suïssos. Fins a la Primera Guerra Mundial l'àmbit principal de les seves operacions fou Alemanya, Itàlia, l'estat espanyol i Rússia. Un cop passada la guerra i havent deixat AEG de participar en la presa de decisions, les operacions del banc va enfocar-se als Estats Units, Turquia i altres països. A partir de 1995 va començar a ser venuda per unitats de negoci, desapareixent completament el 2008.

## La fundació

### Motivació
La creació d'un banc per part d'un grup industrial és que els requeriments legals de fons propis dels bancs són menors que el de qualsevol altra empresa. Per aquest motiu, finançar el deute de clients o una filial requereix menys recursos si es fa a través d'una entitat financera en lloc de fer-ho a través de la pròpia societat industrial. L'empresa industrial pot dedicar els recursos estalviats a altres activitats (el desenvolupament de nous productes) o bé a concedir crèdits a més clients o de major quantia, afavorint un creixement comercial de la firma.

### Els socis fundadors
La seu del banc era a Suïssa aprofitant la seva favorable legislació mercantil. Els socis bancaris més rellevants eren els alemanys Deutsche Bank i Berliner Handels-Gesellchaft, així com el Crèdit Suisse de Zúric. El capital de l'entitat era de 300 milions de francs suïssos, dels quals només 4,14 milions eren d'AEG en el moment de la constitució. La importància que tenia l'entitat finançant la venda d'equips va fer que AEG incrementés la seva participació, intercanviant accions seves amb les de l'Elektrobak en possessió dels bancs fundadors. El 1898 tenia el 95% de la societat.

## Historial

### Planificació fiscal
Més enllà del finançament dels seus equips, per AEG l'existència de tenir una posició dominant a l'Elektrobank li oferia oportunitats fiscals. Si bé l'import del capital del banc estava dimensionat per consumir pocs recursos als seus accionistes, era el suficient per oferir solvència al mercat, juntament amb la identitat dels mateixos accionistes. Per poder finançar els projectes cada cop més nombrosos i d'import més elevat, el banc emetia deute a diversos països europeus - Suïssa, França, Bèlgica, el Regne Unit, Itàlia, però mai Alemanya-. Els recursos obtinguts es destinaven a comprar els valors mobiliaris de les filials que AEG havia creat - Itàlia, Espanya, Àustria-Hongria, Rússia i Llatinoamèrica -. Elektrobank rebia els ingressos financers procedents de les filials d'AEG; un cop deduïts els interessos de les obligacions d'Elektrobank, l'import resultant es distribuïa com a benefici a Suïssa.
Especialment en el mercat italià AEG a vegades venia, per motius de política local, el material per sota el preu de cost. SI bé això en principi representava una pèrdua pel fabricant, els menors costos d'amortització de l'obra repercutien en majors beneficis que s'enviaven a l'Elektrobank a Suïssa. Amb aquest fons l'Elektrobank podia participar en els augments de capital d'AEG, i rebre dividends fora de l'abast de la hisenda alemanya.

### Evolució
Elektrobank es va expandir ràpidament durant els seus primers anys de funcionament, finançant projectes amb equips d'AEG com la central hidroelèctrica de Rheinfelden, a la frontera suïssa-alemanya, finalitzada el 1898, i que va ser pionera en el camp de la hidroelectricitat.
El 1904 la societat belga Sofina passà a ser una filial d'Elektrobak. En el curs del mateix any es transforma a Sofina en una entitat financera responsable de finançar el desenvolupament de les filials estrangeres de l'AEG en els mercats de transport i producció i distribució d'energia. El responsable d'aquesta unitat de negoci seria Dannie Heineman.
L'esclat de la Primera Guerra Mundial aturà la fabricació d'equips i bloquejà tots els projectes. Finalitzada la guerra, AEG va retirar-se del banc. Qualsevol inversió de capital alemany fora d'Alemanya s'havia de gestionar amb la màxima precaució, perquè als ulls dels aliats, si les empreses alemanyes trobaven divises per invertir en l'estranger, el pais també les podia trobar per fer front a les reparacions de guerra que els aliats havien imposat. Crèdit Suís va augmentar la seva participació en l'Elektrobank. L'empresa va continuar participant en el finançament de projectes elèctrics, adquirint una presència notable en el mercat nord-americà.
El 1946 la companyia passà a denominar-se Elektro-Watt Elektro und Industrielle Unternehmungen AG. La companyia va planificar i finançar nombrosos projectes de centrals elèctriques (especialment hidroelèctriques) a Suïssa, Europa i arreu del món. Elektro-Watt va participar en la construcció a Turquia de la presa Ataturk i de central hidroelèctrica de Karakaya, i a Suïssa en la construcció de la central nuclear de Leibstadt.
A primers dels anys 90 del segle xx, el banc tenia uns ingressos de 4.534 mil milions de francs suïssos, uns beneficis de 209 milions de francs suïssos i una plantilla de 17.421 treballadors.

### Tancament
A mitjans dels anys 90 del segle xx, el principal propietari Credit Suisse va decidir reorientar-se i sortir del negoci energètic. Per tant, Elektrobank (aleshores ja Elektrowatt) es va dividir en unitats de negoci que van ser venudes successivament, desapareixent del tot l'any 2008.